# ディディエールシカクワガタ
ディディエールシカクワガタ (Rhaetulus didieri) は昆虫綱甲虫目クワガタムシ科シカクワガタ属の1種。また、シカクワガタ属最大種である。

## 形態
シカクワガタ属の中では最大のクワガタムシ。和名でアカミトゲシカクワガタと言われている。
- 個体差が激しいが、雄は「胸」部分にかけて淡褐色（黒一色の個体も存在する）、跗節が明るいオレンジ色から赤褐色になる。大型になると大アゴがかなり複雑に歪曲し[2]、大アゴの折り返し地点には斜め上内側に伸びる大きめの内歯があり、先端は二股に分岐する。大型の雄はパリーフタマタクワガタと若干似ている。小型だと大顎はあまり歪曲せず、根元の内歯は見られず、分岐も弱い。
- 雌は黒色で若干鈍い金属光沢があり、スペキオススシカクワガタの雌と似ている。しかし、脚の付け根の色で見分けることができる。

フタマタクワガタ属と違い（同じ成長度合いの）雌の体格は雄よりもはるかに小さいということはない。その証拠に、40mm前後あるメスも確認されている。飼育下では40mmを超える個体が出ている。オス同様に跗節部がほのかに赤くなる。
- 類似種でマイシカクワガタがいる。そしてオオシカクワガタゾクとはまた違う

## 分布
マレー半島
キャメロンハイランド:ゲンティンハイランド
- キャメロンハイランド特産種とされていたが、隣のゲンティンハイランドでも生息が確認され、流通もある。形態に目立った差はない。

## 飼育
- 絶妙な体色と、大顎の形が魅力的（ただし、体長が一定以上にならないとこの大顎の形状にならない）。
- また、野外産の個体よりも飼育下で羽化した個体のほうが比較的小さいため、飼育方法はまだ確立されていないと言える.飼育する愛好家は比較的少ない。

### 流通
野外産の流通はクワガタムシの中ではかなり少ない方ではあるが、シカクワガタ属では人気種スペキオススシカクワガタと並ぶほど多いほうである。ブリード個体の流通はとても多い。

## 性質
オスは気性が荒いものの、ケンカが長引くのを嫌うらしく、組み合ってすぐに決着が付かないと自分から退散してしまう（近縁のノコギリクワガタ属やフタマタクワガタ属にもみられる共通の性質である）。また、戦わずして逃げることもしばしばあり、活発に動き回るため気が荒いように感じるものの、闘争心は強くはない。よく飛行する。メスに対しては凶暴なため交配時にメスを殺さないよう注意が必要。
成熟したオスはよく飛翔し、メスを求めて活動する。現地では光に集まることが知られており、灯火ではよく採集できる。しかし、最近では現地が観光地化しているため、年々個体数が減少傾向にある。

## ギャラリー

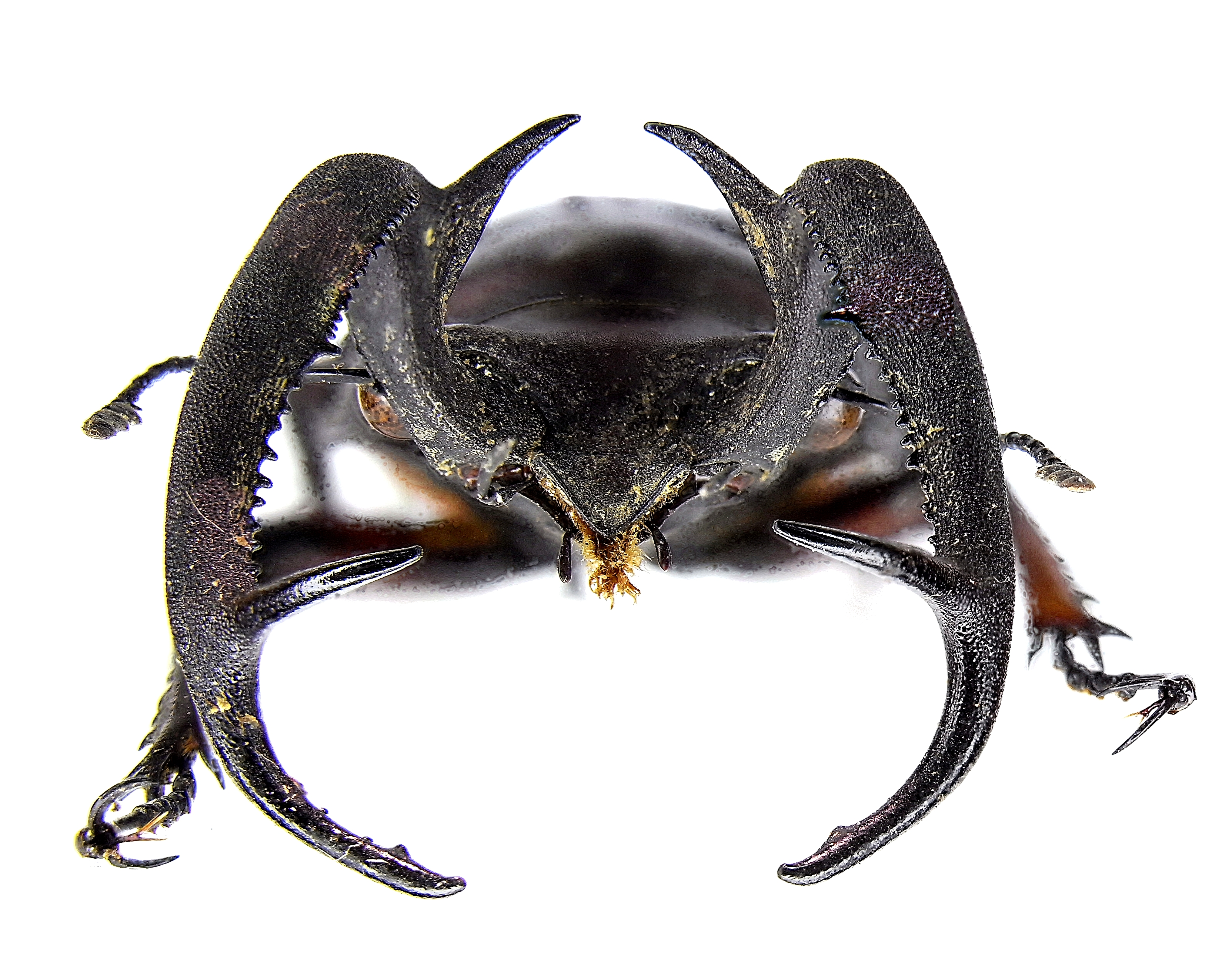
雄の前面
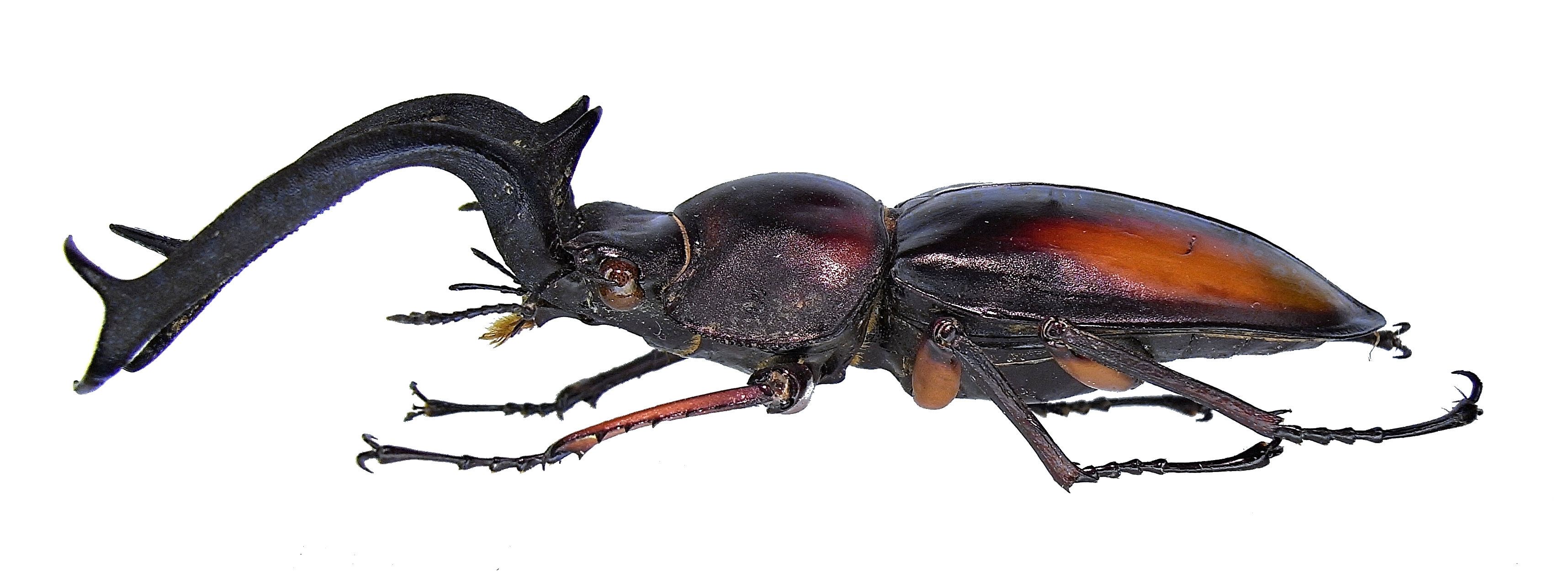
雄の側面
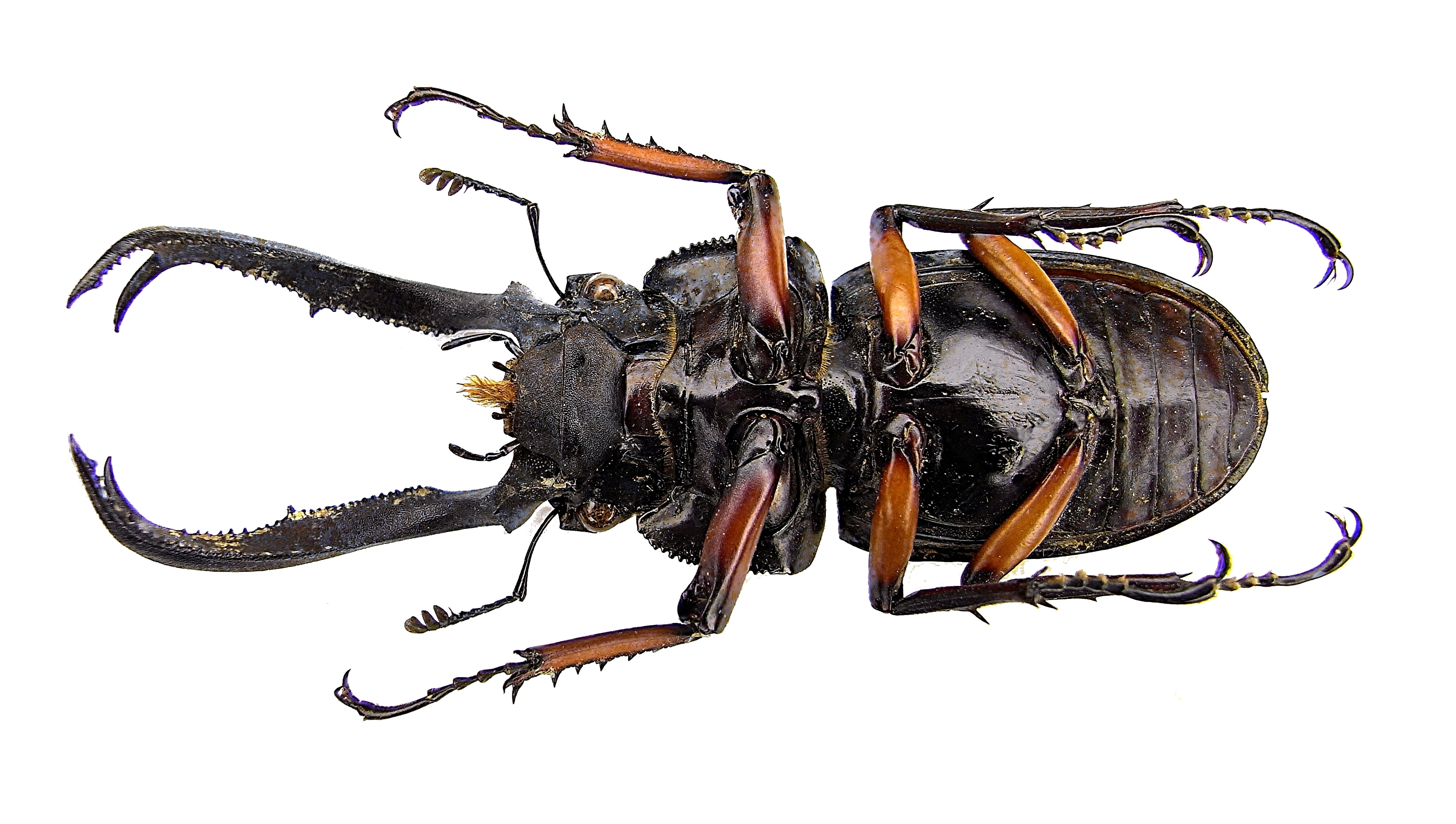
雄の腹面